# Капітальне будівництво
Капітальне будівництво — це діяльність держави, юридичних і фізичних осіб, спрямована на створення нових та модернізацію наявних основних фондів виробничого і невиробничого призначення.
Капітальне будівництво є однією з найважливіших галузей матеріального виробництва країни.
Поняття «капітальне будівництво» охоплює не лише нове будівництво — будівництво підприємств, доріг, громадських будівель і споруд, яке здійснюється на нових майданчиках, а й розширення — здійснення за новим проєктом будівництва наступних черг діючого підприємства, додаткових виробничих комплексів, реконструкцію — перебудову існуючих споруд, цехів та інших об'єктів, технічне переоснащення — здійснення комплексу заходів щодо підвищення технічного рівня окремих дільниць виробництва, а також реставрацію та капітальний ремонт будівель і споруд.

## Законодавча база
До основних нормативних актів, які регулюють відносини у сфері капітального будівництва, належать: Господарський та Цивільний кодекси України, закони «Про інвестиційну діяльність», «Про архітектурну діяльність», «Про основи містобудування», «Про регулювання містобудівної діяльності» та інші.
Характерною особливістю договірних зв'язків по здійсненню капітального будівництва є система генерального підряду: замовник укладає договір з однією підрядною будівельною організацією — генеральним підрядником, який для виконання окремих комплексів робіт може залучати інші спеціалізовані організації на підставі договору субпідряду, тобто як субпідрядників. У цьому разі підрядник виступає перед замовником як генеральний підрядник, а перед субпідрядниками — як замовник.
Замовник перебуває в договірних стосунках тільки з генеральним підрядником, який несе відповідальність перед замовником за виконання всіх робіт, в тому числі робіт, що виконуються субпідрядниками, тобто замовник і субпідрядник не мають права ставити один одному вимоги, пов'язані з порушенням договорів, укладених кожним із них з генеральним підрядником, якщо інше не встановлене договором.
Необхідно зазначити також про право замовника укладати прямі договори (крім договору з генеральним підрядником) по даному будівельному об'єкту з іншими спеціалізованими підрядними організаціями на виконання монтажних та інших спеціальних робіт.

### Договір підряду
Створення об'єкта капітального будівництва охоплює творчий процес пошуку архітектурного рішення та його втілення, координацію дій учасників розроблення всіх складових технічного проекту будівництва споруд і будівель, здійснення архітектурно-будівельного контролю і авторського нагляду за їх будівництвом. Безпосередньо будівництво об'єкта відбувається на підставі договору підряду на капітальне будівництво.
Згідно зч. 1 ст. 318 ГК України, «за договором підряду на капітальне будівництво одна сторона (підрядник) зобов'язується своїми силами і засобами на замовлення другої сторони (замовника) побудувати і здати замовникові у встановлений строк, визначений договором, об'єкт відповідно до проектно-кошторисної документації або виконати зумовлені договором будівельні та інші роботи, а замовник зобов'язується передати підряднику затверджену проектно-кошторисну документацію, надати йому будівельний майданчик, прийняти закінчені будівництвом об'єкти і оплатити їх».

## Способи будівництва
Залежно від того, ведеться капітальне будівництво власними силами забудовника чи для цього залучаються спеціалізовані будівельні організації, розрізняють три способи будівництва — підрядний, господарський та змішаний.
- Підрядний спосіб будівництва здійснюється із залученням спеціалізованих, будівельних, монтажних та інших організацій, діяльність яких ліцензована у встановленому порядку,
- господарський спосіб — виконується власними силами забудовника,
- при змішаному способі частину робіт забудовник проводить власними силами, а частину — силами спеціалізованих організацій.

Найпоширенішим способом капітального будівництва є підрядний спосіб, і його можна розглядати як основний спосіб капітального будівництва.